# Vágáshuta, Borsod-Abaúj-Zemplén
Vágáshuta (în slovacă Vágašská Huta) este un sat în districtul Sátoraljaújhely, județul Borsod-Abaúj-Zemplén, Ungaria, având o populație de 85 de locuitori (2011).

## Demografie
Componența etnică a satului Vágáshuta
     Maghiari (71%)
     Slovaci (29%)
Componența confesională a satului Vágáshuta
     Reformați (4,71%)
     Necunoscută (95,29%)
Conform recensământului din 2011, satul Vágáshuta avea 85 de locuitori. Din punct de vedere etnic, majoritatea locuitorilor (71,0%) erau maghiari, cu o minoritate de slovaci (29,0%). Nu există o religie majoritară, locuitorii fiind  și reformați (4,71%). Pentru 95,29% din locuitori nu este cunoscută apartenența confesională.